# Capul Bon

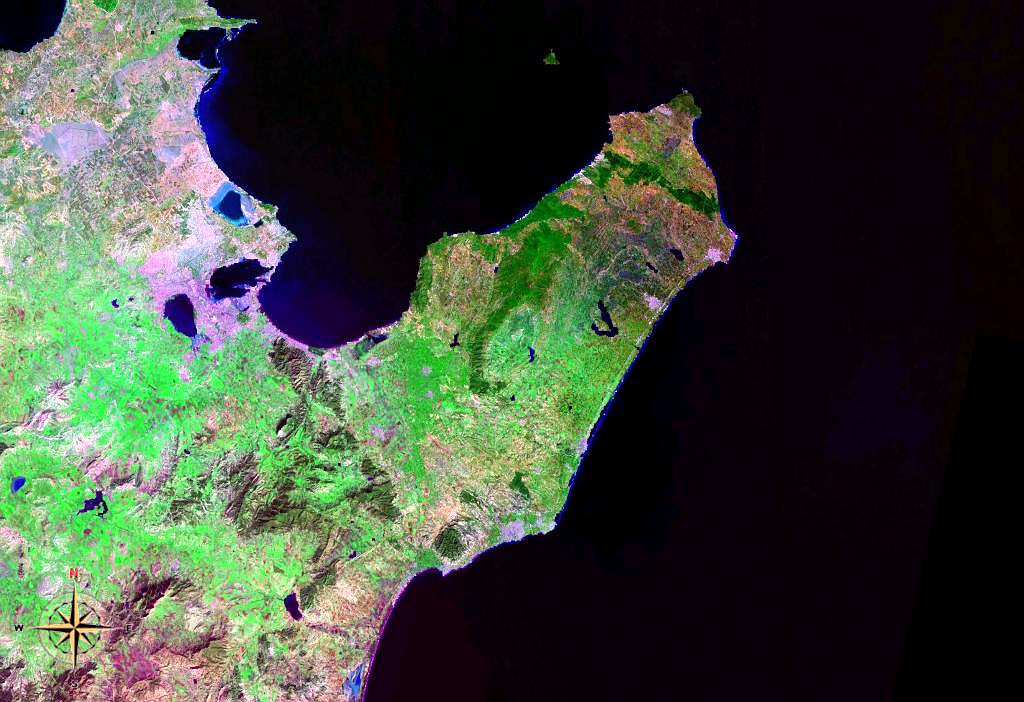
Capul Bon văzut din spațiu (culoare falsă).

Capul Bon (arabă:الرأس الطيب) sau Watan el-kibli este o peninsulă din nord-estul îndepărtat al Tunisiei (situat în apropriere de 36°45′N 10°45′E / 36.750°N 10.750°E). Aici se găsesc și ruinele orașului cartaginez Kerkouane. De asemenea, în acest loc au avut loc o bătălie în 468 între vandali lui Genseric și romani lui Basiliskos, iar în 1941 s-au înfruntat o flotă aliată olando-britanică și una italiană învinsă.